# Hipermestra (hija de Testio)
En la mitología griega Hipermestra o Hipermnestra (Ὑπερμνήστρα) es una princesa etolia, hija de Testio y de Euritemiste, y por tanto hermana de Leda y Altea. Hipermestra fue escogida como esposa de Oícles, y éste se la llevó para que viviera en Argos. Allí Hipermestra alumbró primero al héroe oracular Anfiarao, que tomó parte en la expedición de los siete contra Tebas y luego a Ifianira y Endeo. No obstante, al igual que sus hermanas tuvieron unión con los dioses, algunos autores dicen que Apolo gozó de Hipermestra.